# Carcelia tasmanica
Carcelia tasmanica là một loài ruồi trong họ Tachinidae.